# Everybody Wants to Rule the World
«Everybody Wants to Rule the World» (en español: Todos quieren dominar el mundo) es una canción del dúo británico de new wave Tears for Fears, publicada como tercera parte del álbum Songs from the Big Chair en 1985.
Este fue el noveno sencillo del grupo en ser lanzado en el Reino Unido (el primero desde su segundo álbum) y el séptimo en alcanzar el Top 40 británico, logrando el puesto número 2 en abril de 1985. En los Estados Unidos fue el primer sencillo en llegar al número 1 de la lista Billboard Hot 100, el 8 de junio de 1985, ocupándolo por dos semanas. También alcanzó la lista Hot Dance Club Songs y la "Hot Dance Singles Sales". Desde entonces, la canción se ha convertido en el pináculo éxito de Tears for Fears en las listas y su resistencia le permitió acumular más de dos millones emisiones de la radio para 1994, de acuerdo con el IMC.. [cita requerida]
En 1986, la canción ganó un Brit Award por "Mejor Sencillo". El integrante del dúo y coescritor, Roland Orzabal, declaró que la canción merecía ganar un Ivor Novello por "Mejor Sencillo Internacional del año", alegando que la canción ganadora–"19" de Paul Hardcastle–no era real sino un "collage diálogo".
En 2021, fue rankeada en el puesto 319 en la lista de Las 500 mejores canciones de todos los tiempos según Rolling Stone.

## Personal
- Curt Smith: voz principal y coros
- Roland Orzabal: guitarra principal y coros
- Ian Stanley: sintetizadores y cajas de ritmos (LinnDrum LM 2 y Emu Drumulator)
- Manny Elias: batería
- Neil Taylor: guitarra principal

## Posicionamiento
| Lista (1985)                                      | Máxima posición |
| ------------------------------------------------- | --------------- |
| UK Singles Chart                                  | 2               |
| Australian Singles Chart                          | 2               |
| Austrian Singles Chart                            | 19              |
| Belgium (VRT Top 30 Flanders)                     | 2               |
| Canadian Singles Chart                            | 1               |
| France Singles Chart                              | 18              |
| German Singles Chart                              | 11              |
| Netherlands Singles Chart                         | 2               |
| Irish Singles Chart                               | 2               |
| New Zealand Single Chart                          | 1               |
| Polish Singles Chart                              | 7               |
| Swiss Singles Chart                               | 13              |
| U.S. Billboard Hot 100                            | 1               |
| U.S. Billboard Hot Dance Music/Club Play          | 1               |
| U.S. Billboard Hot Dance Music/Maxi-Singles Sales | 1               |
| U.S. Billboard Top Rock Tracks                    | 2               |
| U.S. Billboard Adult Contemporary Tracks          | 2               |

## Video musical
El video comienza con Curt Smith conduciendo un auto deportivo vintage, un Austin-Healy 3000 mientras un niño pequeño apunta con pistolas de juguete en dirección al automóvil. Smith conduce en un desierto de los Estados Unidos en la Interestatal 10, el grupo musical empieza a cantar, en una escena Smith se detiene en una tienda de comida para realizar una llamada telefónica, aparecen unos afroamericanos bailando, unos motociclistas en la arena del desierto y finaliza el video el auto siguiendo su camino en la noche.